# Себастиано Дзиани
Себастиано Дзиани (на италиански: Sebastiano Ziani) е тридесет и девети дож на Република Венеция от 1172 до 1178 г.

## Произход
Себастиано Дзиани е роден през 1102 г. и е син на Марино Дзиани. Себастиано е дипломат в Константинопол и натрупва голямо богатство от търговия с Изтока, с която продължава да се занимава и след избирането му за дож. Всъщност във фамилията Дзиани се пази семейно предание, че един от предците им от Алтино намира под развалините на храм на Юнона крава изработена от масивно злато и оттам тръгва пословичното богатство на рода, което далеч надхвърляло богатствата на другите знатни венециански фамилии.

## Управление
Дзиани е първият дож избран вече не от събранието на гражданите, а от т.нар. „малък съвет“ (minor consiglio), състоящ се от аристократи, влиятелни банкери и търговци. Изборът става на 29 септември 1172 г., 6 месеца след убийството на предишния дож Витале II Микеле. Първата му работа след встъпването му в длъжност е да осъди на смърт убиеца на предшественика му Марко Казоло.
Дзиани абдикира на 12 април 1178 г. и се оттегля в манастира Сан Джорджо Маджоре, където умира на следващия ден и е погребан. Гробът му е разрушен през 1611 г. при реконструкцията на манастирската църква, след което останките му са препогребани отново там.

## Семейство
Себастиано Дзиани има брак с Чечилия, а техният син е четиридесет и втория дож Пиетро Дзиани.